# St. Petri (Hohenerxleben)

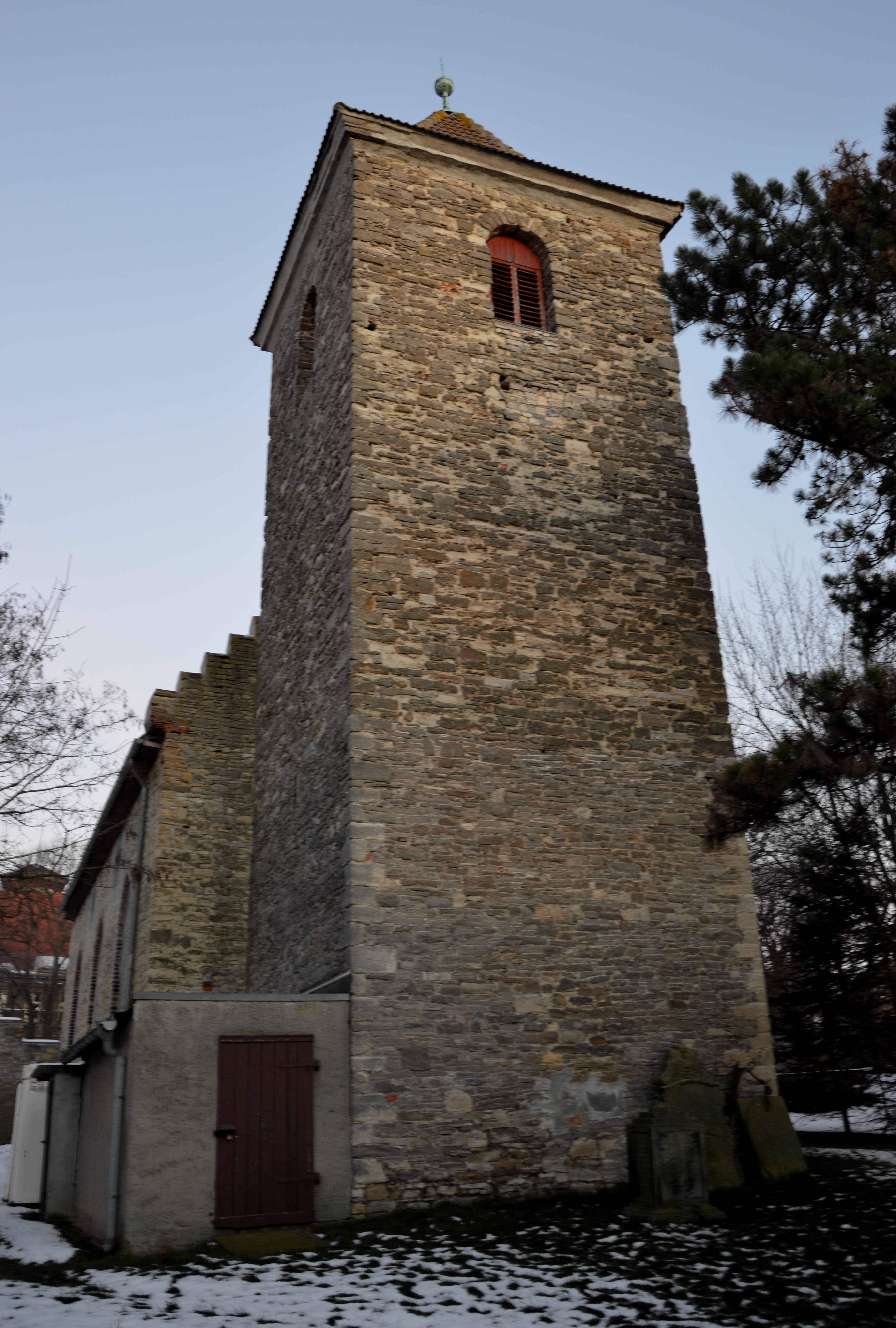
St.-Petri-Kirche Hohenerxleben

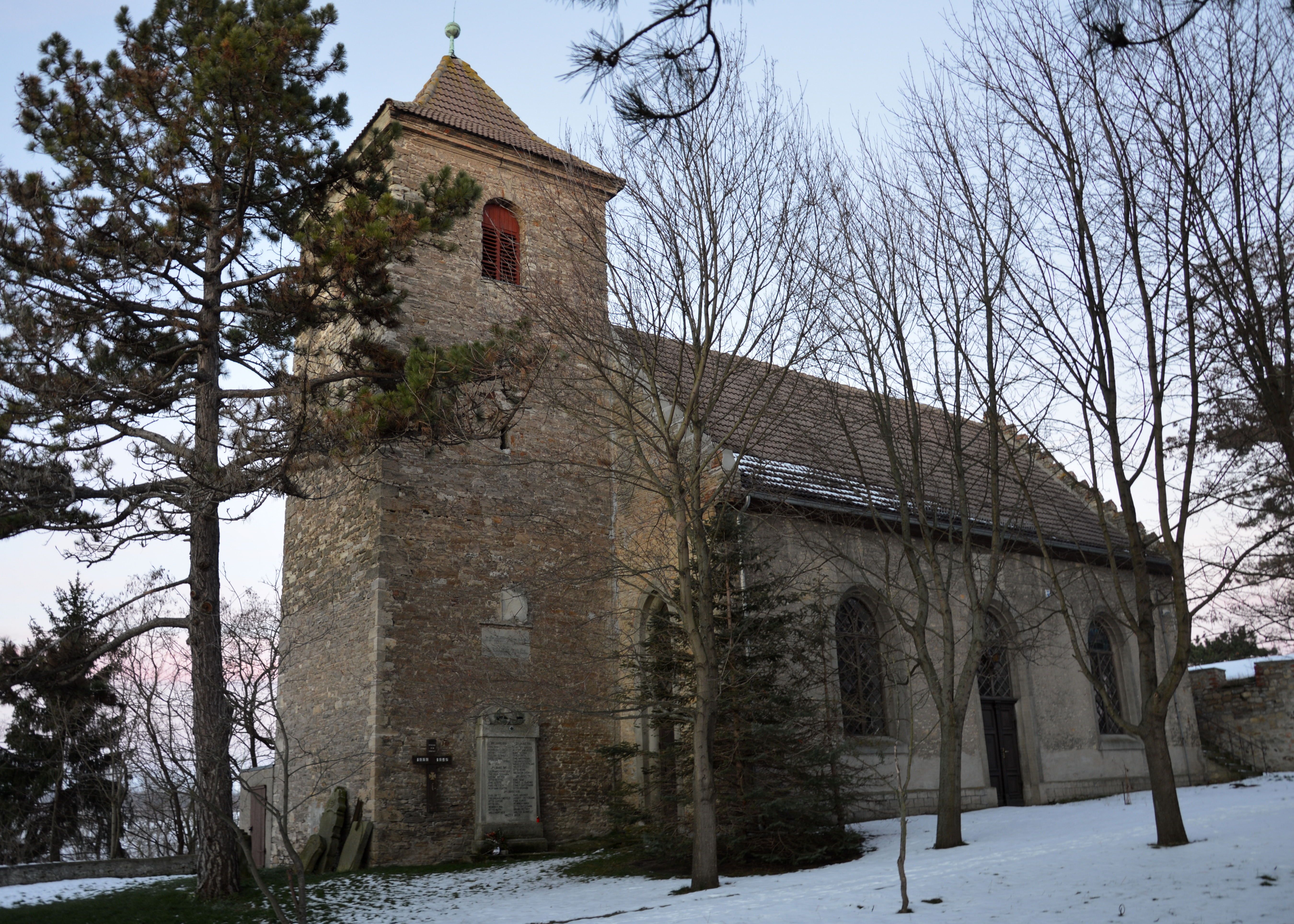
Südseite

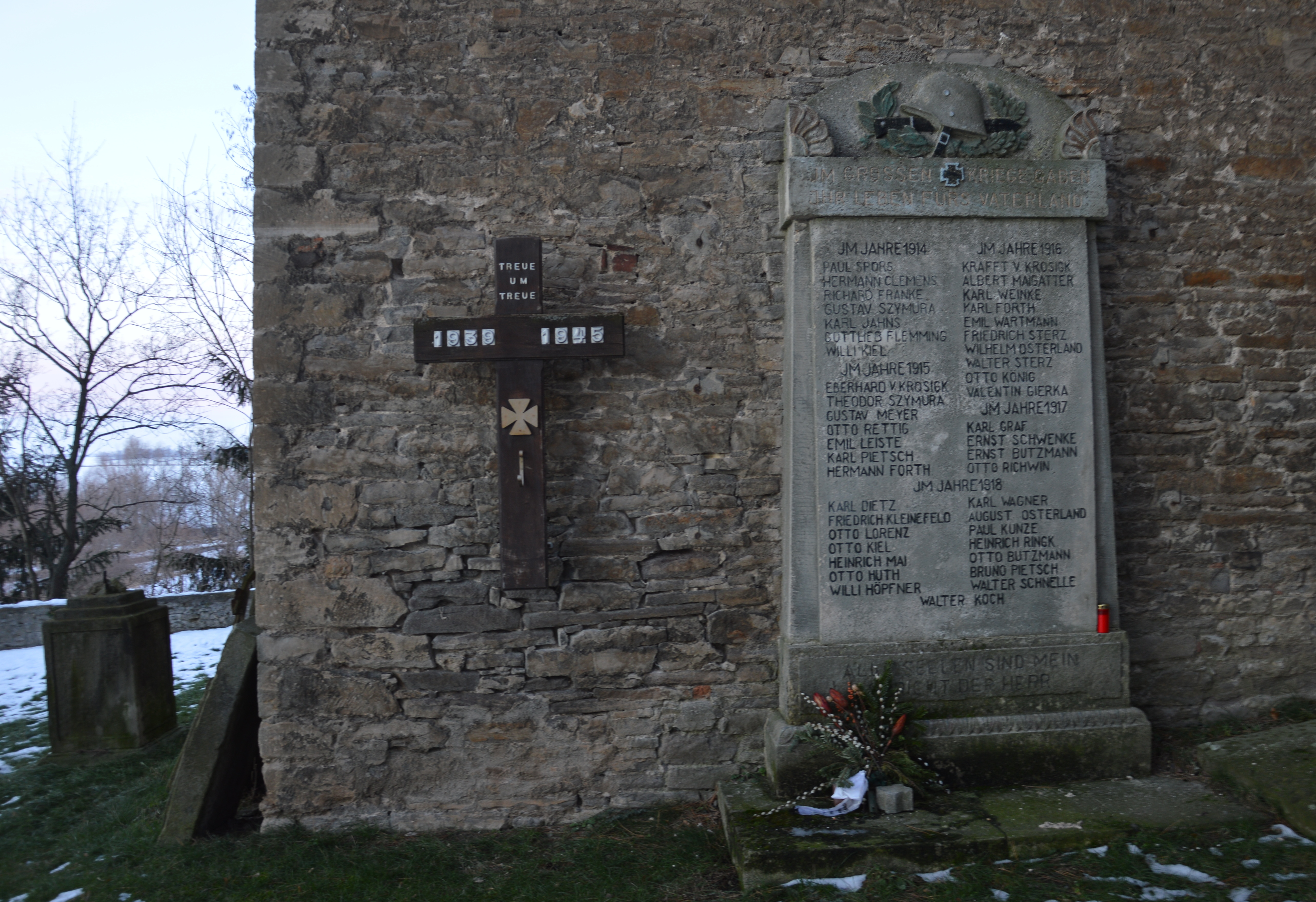
Kriegerdenkmal

St. Petri ist eine Kirche der Evangelischen Landeskirche Anhalts im zur Stadt Staßfurt in Sachsen-Anhalt gehörenden Ortsteil Hohenerxleben.
Die Kirchengemeinde gehört zum Kirchenkreis Bernburg.

## Lage
Die Kirche befindet sich am nördlichen Rand des Dorfes, hoch am rechten Ufer der nördlich vorbeifließenden Bode. Etwas weiter östlich liegt das Schloss Hohenerxleben.

## Architektur und Geschichte
Die schlicht gestaltete Kirche entstand nach einer Bauinschrift im Jahr 1802. Westlich des auf rechteckigem Grundriss errichteten Kirchenschiffs befindet sich der bereits 1718 auf quadratischem Grundriss gebaute Kirchturm.
Das Innere der Kirche wird von einer flachen Decke überspannt. Im Schiff befindet sich eine dreiseitige Empore sowie an der Südseite eine Patronatsloge. Die Sandsteintaufe mit sechseckigem Becken stammt aus der Mitte des 17. Jahrhunderts. Als Verzierungen finden sich Engelsfiguren und szenische Reliefs am Becken.
Bemerkenswert sind die figürlichen, sehr plastisch gestalteten Grabsteine für die 1620 verstorbene Catharina von Krosigk und ihren 1630 verstorbenen Ehemann Gebhard Friedrich von Krosigk. An der Südseite der Kirche befindet sich ein Kriegerdenkmal für die Gefallenen des Ersten Weltkriegs. Daneben wird mit einem Kreuz und dem Schriftzug Treue um Treue des Zweiten Weltkriegs gedacht.
Im örtlichen Denkmalverzeichnis ist die Kirche unter der Erfassungsnummer 094 10123 als Baudenkmal verzeichnet.